# 景东脚骨脆
景东脚骨脆（学名：Casearia balansae var. subglabra）为大风子科脚骨脆属下的一个变种。

## 扩展阅读
- 維基物種上的相關：景东脚骨脆